# 95

## Nașteri
- dată necunoscută: Papa Pius I  (d. ?)
- dată necunoscută: Appian  (d. 165)
- dată necunoscută: Arrian  (d. 175)

## Decese
- dată necunoscută: Gaius Musonius Rufus  (n. 25)